# 자바 애너테이션
자바 애너테이션(Java Annotation)은 자바 소스 코드에 추가하여 사용할 수 있는 메타데이터의 일종이다. 보통 @ 기호를 앞에 붙여서 사용한다. JDK 1.5 버전 이상에서 사용 가능하다. 자바 애너테이션은 클래스 파일에 임베디드되어 컴파일러에 의해 생성된 후 자바 가상머신에 포함되어 작동한다.

## 내장 애너테이션
자바는 언어에 내장된 애너테이션들의 집합을 정의한다. 7개의 표준 애너테이션 중에 3개가 java.lang의 일부이며, 나머지 4개는 java.lang.annotation으로부터 가져온다.
자바 코드에 적용되는 내장 애너테이션
- @Override
- @Deprecated
- @SuppressWarnings

기타 애너테이션에 적용되는 애너테이션 (메타 애너테이션)
- @Retention
- @Documented
- @Target
- @Inherited

자바 7부터 추가 애너테이션이 언어에 추가되었다.
- @SafeVarargs
- @FunctionalInterface
- @Repeatable

## 예제
다음은 @override 애너테이션의 예제이다.
```
public
 
class
 
Animal
 
{

    
public
 
void
 
speak
()
 
{

    
}

    
public
 
String
 
getType
()
 
{

        
return
 
"Generic animal"
;

    
}

}

public
 
class
 
Cat
 
extends
 
Animal
 
{

    
@Override

    
public
 
void
 
speak
()
 
{
 
// This is a good override.

        
System
.
out
.
println
(
"Meow."
);

    
}

    
@Override

    
public
 
String
 
gettype
()
 
{
 
// Compile-time error due to mistyped name.

        
return
 
"Cat"
;

    
}

}

```

## 같이 보기
- 자바 가상 머신